# Ascoli Calcio 1898 1983-1984
Questa voce raccoglie le informazioni riguardanti l'Ascoli Calcio 1898 nelle competizioni ufficiali della stagione 1983-1984.

## Stagione
Nella stagione 1983-1984 l'Ascoli di Costantino Rozzi e di Carlo Mazzone disputa l'ottavo campionato di Serie A della sua storia. Con 29 punti ottiene il decimo posto. 16 punti li ha raccolti nel girone di andata, poi un leggero cedimento nel ritorno. Nella Coppa Italia l'Ascoli vince l'ottavo girone davanti alla Fiorentina, entrambe disputano gli ottavi, i bianconeri cedono alla Sampdoria nel doppio confronto. Miglior marcatore di stagione il brasiliano Juary autore di 10 reti, equamente divise tra Coppa Italia e campionato.

## Divise e sponsor
Lo sponsor ufficiale per la stagione 1983-1984 fu Pop84 Jeans.
| Casa | Trasferta |  |

## Organigramma societario
Area direttiva
- Presidente: Costantino Rozzi
- Segretario: Leo Armillei

Area sanitaria
- Medico sociale: Orlando Bolla
- Massaggiatore: Ivo Micucci

Area tecnica
- Allenatore: Carlo Mazzone
- Allenatore in seconda: Mario Colautti
- Allenatore Primavera: Guido Capello

## Rosa
| N. |                   | Ruolo | Calciatore                  |
| -- | ----------------- | ----- | --------------------------- |
|    | Italia (bandiera) | P     | Roberto Corti               |
|    | Italia (bandiera) | P     | Luigi Muraro                |
|    | Italia (bandiera) | D     | Sergio Alesiani             |
|    | Italia (bandiera) | D     | Donato Anzivino             |
|    | Italia (bandiera) | D     | Antonio Bogoni              |
|    | Italia (bandiera) | D     | Filippo Citterio            |
|    | Italia (bandiera) | D     | Walter De Vecchi (capitano) |
|    | Italia (bandiera) | D     | Leonardo Menichini          |
|    | Italia (bandiera) | D     | Carlo Perrone               |
|    | Italia (bandiera) | D     | Paolo Pochesci              |
|    | Italia (bandiera) | C     | Domenico Agostini           |

| N. |                       | Ruolo | Calciatore            |
| -- | --------------------- | ----- | --------------------- |
|    | Italia (bandiera)     | C     | Antonio Dell'Oglio    |
|    | Italia (bandiera)     | C     | Giuseppe Greco        |
|    | Italia (bandiera)     | C     | Giuseppe Iachini      |
|    | Italia (bandiera)     | C     | Andrea Mandorlini     |
|    | Italia (bandiera)     | C     | Enrico Nicolini       |
|    | Italia (bandiera)     | A     | Carlo Borghi          |
|    | Brasile (bandiera)    | A     | Juary                 |
|    | Italia (bandiera)     | A     | Walter Novellino      |
|    | Italia (bandiera)     | A     | Lorenzo Scarafoni     |
|    | Jugoslavia (bandiera) | C     | Aleksandar Trifunović |

## Risultati

### Serie A

#### Girone di andata
| Arbitro: | Paparesta (Bari) |

|                                                                  |           |  |
| Rossi 11’, 25’ Penzo 34’, 90’ Platini 44’ (rig.), 51’ Boniek 82’ | Marcatori |  |

| Arbitro: | Lanese (Messina) |

|                                                 |           |          |
| Juary 21’, 52’ Di Somma 41’ (aut.) Nicolini 75’ | Marcatori | 63’ Díaz |

| Arbitro: | Pairetto (Torino) |

|                                 |           |               |
| Passarella 41’ (rig.) Pecci 74’ | Marcatori | 80’ Novellino |

| Arbitro: | D'Elia (Salerno) |

|                     |           |  |
| R. Ferri 37’ (aut.) | Marcatori |  |

| Arbitro: | Menicucci (Firenze) |

|                                 |           |               |
| Sacchetti 7’ Galderisi 35’, 48’ | Marcatori | 26’ De Vecchi |

| Arbitro: | Benedetti (Roma) |

|            |           |  |
| Dirceu 10’ | Marcatori |  |

| Arbitro: | Vitali (Bologna) |

|           |           |  |
| Greco 79’ | Marcatori |  |

| Ascoli Piceno 6 novembre 1983 8ª giornata | Ascoli        | 0 – 0 | Torino | Stadio Cino e Lillo Del Duca\| Arbitro: \| Longhi (Roma) \| |
| Arbitro:                                  | Longhi (Roma) |       |        |                                                             |

| Arbitro: | Vitali (Bologna) |

|            |           |               |
| Pruzzo 60’ | Marcatori | 72’ Novellino |

| Ascoli Piceno 27 novembre 1983 10ª giornata | Ascoli           | 0 – 0 | Genoa | Stadio Cino e Lillo Del Duca\| Arbitro: \| Paparesta (Bari) \| |
| Arbitro:                                    | Paparesta (Bari) |       |       |                                                                |

| Arbitro: | Magni (Bergamo) |

|  |           |          |
|  | Marcatori | 8’ Greco |

| Arbitro: | Altobelli (Roma) |

|                   |           |                                 |
| Novellino 2’, 72’ | Marcatori | 18’, 74’, 90’ Damiani 54’ Verza |

| Arbitro: | D'Elia (Salerno) |

|              |           |                      |
| Crialesi 46’ | Marcatori | 87’ (rig.) De Vecchi |

| Arbitro: | Redini (Pisa) |

|                      |           |  |
| Juary 36’ Borghi 52’ | Marcatori |  |

| Arbitro: | Magni (Bergamo) |

|            |           |                               |
| Bogoni 90’ | Marcatori | 13’ Novellino 85’ (aut.) Pari |

#### Girone di ritorno
| Ascoli Piceno 26 gennaio 1984 16ª giornata | Ascoli           | 0 – 0 | Juventus | Stadio Cino e Lillo Del Duca\| Arbitro: \| Casarin (Milano) \| |
| Arbitro:                                   | Casarin (Milano) |       |          |                                                                |

| Arbitro: | Lombardo (Marsala) |

|                       |           |            |
| De Napoli 4’ Díaz 54’ | Marcatori | 39’ Borghi |

| Arbitro: | Pairetto (Nichelino) |

|                |           |                     |
| Pin 30’ (aut.) | Marcatori | 36’, 85’ D. Bertoni |

| Milano 12 febbraio 1984 19ª giornata | Inter               | 0 – 0 | Ascoli | Stadio Giuseppe Meazza\| Arbitro: \| Menicucci (Firenze) \| |
| Arbitro:                             | Menicucci (Firenze) |       |        |                                                             |

| Arbitro: | Magni (Bergamo) |

|                          |           |                  |
| Mandorlini 15’ Greco 68’ | Marcatori | 19’ (rig.) Iorio |

| Arbitro: | Paparesta (Bari) |

|                       |           |                        |
| Novellino 3’ Juary 6’ | Marcatori | 39’ De Rosa 45’ Dirceu |

| Udine 11 marzo 1984 22ª giornata | Udinese               | 0 – 0 | Ascoli | Stadio Friuli\| Arbitro: \| Ballerini (La Spezia) \| |
| Arbitro:                         | Ballerini (La Spezia) |       |        |                                                      |

| Torino 18 marzo 1984 23ª giornata | Torino             | 0 – 0 | Ascoli | Stadio Comunale\| Arbitro: \| Bianciardi (Siena) \| |
| Arbitro:                          | Bianciardi (Siena) |       |        |                                                     |

| Ascoli Piceno 25 marzo 1984 24ª giornata | Ascoli        | 0 – 0 | Roma | Stadio Cino e Lillo Del Duca\| Arbitro: \| Redini (Pisa) \| |
| Arbitro:                                 | Redini (Pisa) |       |      |                                                             |

| Arbitro: | Paparesta (Bari) |

|                 |           |  |
| M. Briaschi 89’ | Marcatori |  |

| Arbitro: | Lo Bello (Siracusa) |

|                                                  |           |                                |
| De Vecchi 42’ Mandorlini 72’ Nicolini 88’ (rig.) | Marcatori | 45’ (rig.) Kieft 62’ Berggreen |

| Milano 21 aprile 1984 27ª giornata | Milan              | 0 – 0 | Ascoli | Stadio Giuseppe Meazza\| Arbitro: \| Lombardo (Marsala) \| |
| Arbitro:                           | Lombardo (Marsala) |       |        |                                                            |

| Arbitro: | Sguizzato (Verona) |

|                        |           |                |
| Juary 2’ Novellino 60’ | Marcatori | 42’ Cantarutti |

| Arbitro: | Barbaresco (Cormons) |

|                                |           |                     |
| Nicolini 36’ (aut.) Cupini 48’ | Marcatori | 43’ (aut.) Giordano |

| Arbitro: | Baldi (Roma) |

|  |           |                |
|  | Marcatori | 26’ Casagrande |

### Coppa Italia

#### Primo turno
| Arbitro: | Lombardo (Marsala) |

|  |           |           |
|  | Marcatori | 44’ Juary |

| Arbitro: | Leni (Perugia) |

|                             |           |  |
| Juary 2’, 28’ Dell'Oglio 8’ | Marcatori |  |

| Arbitro: | Ciulli (Roma) |

|                       |           |                              |
| Bagnato 49’ Rizzo 77’ | Marcatori | 28’ (aut.) Orlandi 73’ Juary |

| Arbitro: | Pairetto (Torino) |

|              |           |                                |
| Raffaele 74’ | Marcatori | 24’ Borghi 35’, 40’ Trifunović |

| Arbitro: | Facchin (Udine) |

|                                              |           |                            |
| Borghi 38’ De Vecchi 45’ (rig.) Pochesci 83’ | Marcatori | 86’ Carobbi 88’ A. Bertoni |

#### Ottavi di finale
| Arbitro: | Angelelli (Terni) |

|             |           |  |
| Chiorri 53’ | Marcatori |  |

| Arbitro: | Bianciardi (Siena) |

|                                |           |                       |
| Juary 46’ De Vecchi 74’ (rig.) | Marcatori | 11’ Renica 30’ Zanone |

## Statistiche

### Statistiche di squadra
| Competizione | Punti | In casa | In casa | In casa | In casa | In casa | In casa | In trasferta | In trasferta | In trasferta | In trasferta | In trasferta | In trasferta | Totale | Totale | Totale | Totale | Totale | Totale | DR |
| Competizione | Punti | G       | V       | N       | P       | Gf      | Gs      | G            | V            | N            | P            | Gf           | Gs           | G      | V      | N      | P      | Gf     | Gs     | DR |
| ------------ | ----- | ------- | ------- | ------- | ------- | ------- | ------- | ------------ | ------------ | ------------ | ------------ | ------------ | ------------ | ------ | ------ | ------ | ------ | ------ | ------ | -- |
| Serie A      | 29    | 15      | 7       | 5       | 3       | 20      | 14      | 15           | 2            | 6            | 7            | 9            | 21           | 30     | 9      | 11     | 10     | 29     | 35     | -6 |
| Coppa Italia |       | 3       | 2       | 1       | 0       | 8       | 4       | 4            | 2            | 1            | 1            | 6            | 4            | 7      | 4      | 2      | 1      | 14     | 8      | +6 |
| Totale       | -     | 18      | 9       | 6       | 3       | 28      | 18      | 19           | 4            | 7            | 8            | 15           | 25           | 37     | 13     | 13     | 11     | 43     | 43     | 0  |

### Statistiche dei giocatori
| Giocatore     | Serie A  | Serie A | Serie A     | Serie A    | Coppa Italia | Coppa Italia | Coppa Italia | Coppa Italia | Totale   | Totale | Totale      | Totale     |
| Giocatore     | Presenze | Reti    | Ammonizioni | Espulsioni | Presenze     | Reti         | Ammonizioni  | Espulsioni   | Presenze | Reti   | Ammonizioni | Espulsioni |
| ------------- | -------- | ------- | ----------- | ---------- | ------------ | ------------ | ------------ | ------------ | -------- | ------ | ----------- | ---------- |
| D. Agostini   | 1        | 0       | ?           | ?          | 1            | 0            | ?            | ?            | 2        | 0      | ?           | ?          |
| S. Alesiani   | -        | -       | -           | -          | 1            | 0            | ?            | ?            | 1        | 0      | 0+          | 0+         |
| D. Anzivino   | 18       | 0       | ?           | ?          | 6            | 0            | ?            | ?            | 24       | 0      | ?           | ?          |
| A. Bogoni     | 25       | 0       | ?           | ?          | 4            | 0            | ?            | ?            | 29       | 0      | ?           | ?          |
| C. Borghi     | 27       | 2       | ?           | ?          | 5            | 2            | ?            | ?            | 32       | 4      | ?           | ?          |
| F. Citterio   | 18       | 0       | ?           | ?          | 6            | 0            | ?            | ?            | 24       | 0      | ?           | ?          |
| R. Corti      | 20       | -23     | ?           | ?          | 7            | -8           | ?            | ?            | 27       | -31    | ?           | ?          |
| W. De Vecchi  | 29       | 3       | ?           | ?          | 7            | 2            | ?            | ?            | 36       | 5      | ?           | ?          |
| A. Dell'Oglio | 13       | 0       | ?           | ?          | 2            | 1            | ?            | ?            | 15       | 1      | ?           | ?          |
| G. Greco      | 23       | 3       | ?           | ?          | 2            | 0            | ?            | ?            | 25       | 3      | ?           | ?          |
| G. Iachini    | 4        | 0       | ?           | ?          | 2            | 0            | ?            | ?            | 6        | 0      | ?           | ?          |
| Juary         | 27       | 5       | ?           | ?          | 7            | 5            | ?            | ?            | 34       | 10     | ?           | ?          |
| A. Mandorlini | 29       | 2       | ?           | ?          | 7            | 0            | ?            | ?            | 36       | 2      | ?           | ?          |
| L. Menichini  | 20       | 0       | ?           | ?          | 6            | 0            | ?            | ?            | 26       | 0      | ?           | ?          |
| L. Muraro     | 10       | -12     | ?           | ?          | -            | -            | -            | -            | 10       | -12    | 0+          | 0+         |
| E. Nicolini   | 29       | 2       | ?           | ?          | 6            | 0            | ?            | ?            | 35       | 2      | ?           | ?          |
| W. Novellino  | 28       | 7       | ?           | ?          | 7            | 0            | ?            | ?            | 35       | 7      | ?           | ?          |
| C. Perrone    | 14       | 0       | ?           | ?          | 6            | 0            | ?            | ?            | 20       | 0      | ?           | ?          |
| P. Pochesci   | 20       | 0       | ?           | ?          | 3            | 1            | ?            | ?            | 23       | 1      | ?           | ?          |
| L. Scarafoni  | 2        | 0       | ?           | ?          | -            | -            | -            | -            | 2        | 0      | 0+          | 0+         |
| A. Trifunović | 19       | 0       | ?           | ?          | 7            | 2            | ?            | ?            | 26       | 2      | ?           | ?          |